# Spina sfenoidului
Spina sfenoidului (Spina ossis sphenoidalis) este o proeminență posterioră ce coboară în jos de pe aripa mare a osului sfenoid, între marginea solzoasă și cea pietroasă a sfenoidului, postero-lateral de gaura spinoasă (Foramen spinosum). Pe spina sfenoidului se inserează ligamentul sfenomandibular (Ligamentum sphenomandibulare).